# Michael Frede
Michael Johannes Frede (* 31. Mai 1940 in Berlin; † 11. August 2007 in Agios Minas bei Itea, Griechenland) war ein deutscher Philosoph, der sich insbesondere mit der antiken Philosophie befasste.

## Leben
Er schloss sein Philosophiestudium in Göttingen 1966 mit der Promotion zum Dr. phil. ab und hatte dort seitdem bis 1971 eine Assistentenstelle inne. 1972 habilitierte er sich mit der Arbeit »Die stoische Logik«. 1968/69 war er Visiting Lecturer in Berkeley, Kalifornien, wo er 1971 eine Stelle als Assistant Professor im Philosophy Department annahm und bald darauf zum Full Professor ernannt wurde. 1976 wechselte er nach Princeton, New Jersey, und 1991 nach Oxford, wo er bis zu seiner Emeritierung 2005 Philosophiegeschichte lehrte. 1997/98 kehrte er noch einmal für ein Gastsemester als 84. Sather Professor of Classical Literature nach Berkeley zurück. Nach seiner Emeritierung lehrte er an der Universität Athen.
Im Jahr 1966 heiratete Michael Frede die Philosophin Dorothea Aline Nicolai, die als Dorothea Frede mit ihren Arbeiten zur antiken Philosophie weltweite Achtung gefunden hat. Die Fredes haben zusammen zwei Kinder. 
Während der Teilnahme an einem Kolloquium in Delphi ertrank Michael Frede am 11. August 2007 beim Baden im Golf von Korinth. Er wurde am 14. August in Athen beigesetzt.
Frede war Mitglied der Akademie der Wissenschaften in Göttingen, der British Academy und der American Academy of Arts and Sciences.

## Werke (Auswahl)
- Prädikation und Existenzaussage. Platons Gebrauch von »… ist …« und »… ist nicht …« im Sophistes (= Hypomnemata. Untersuchungen zur Antike und zu ihrem Nachleben. Bd. 18). Vandenhoeck & Ruprecht, Göttingen 1967.
- Die stoische Logik (= Abhandlungen der Akademie der Wissenschaften in Göttingen, Phil.-hist. Kl. 3. Folge Bd. 88). Vandenhoeck & Ruprecht, Göttingen 1974.
- Essays in Ancient Philosophy. Clarendon Press, Oxford 1987.
- zusammen mit Günther Patzig: Aristoteles ‚Metaphysik Z‘. Text, Übersetzung und Kommentar. 2 Bde. Beck, München 1988.
- Der Begriff des Individuums bei den Kirchenvätern. In: Jahrbuch für Antike und Christentum. Nr. 40, Aschendorff Verlag, Münster 1997, S. 38–54.